# Antoninische Pest

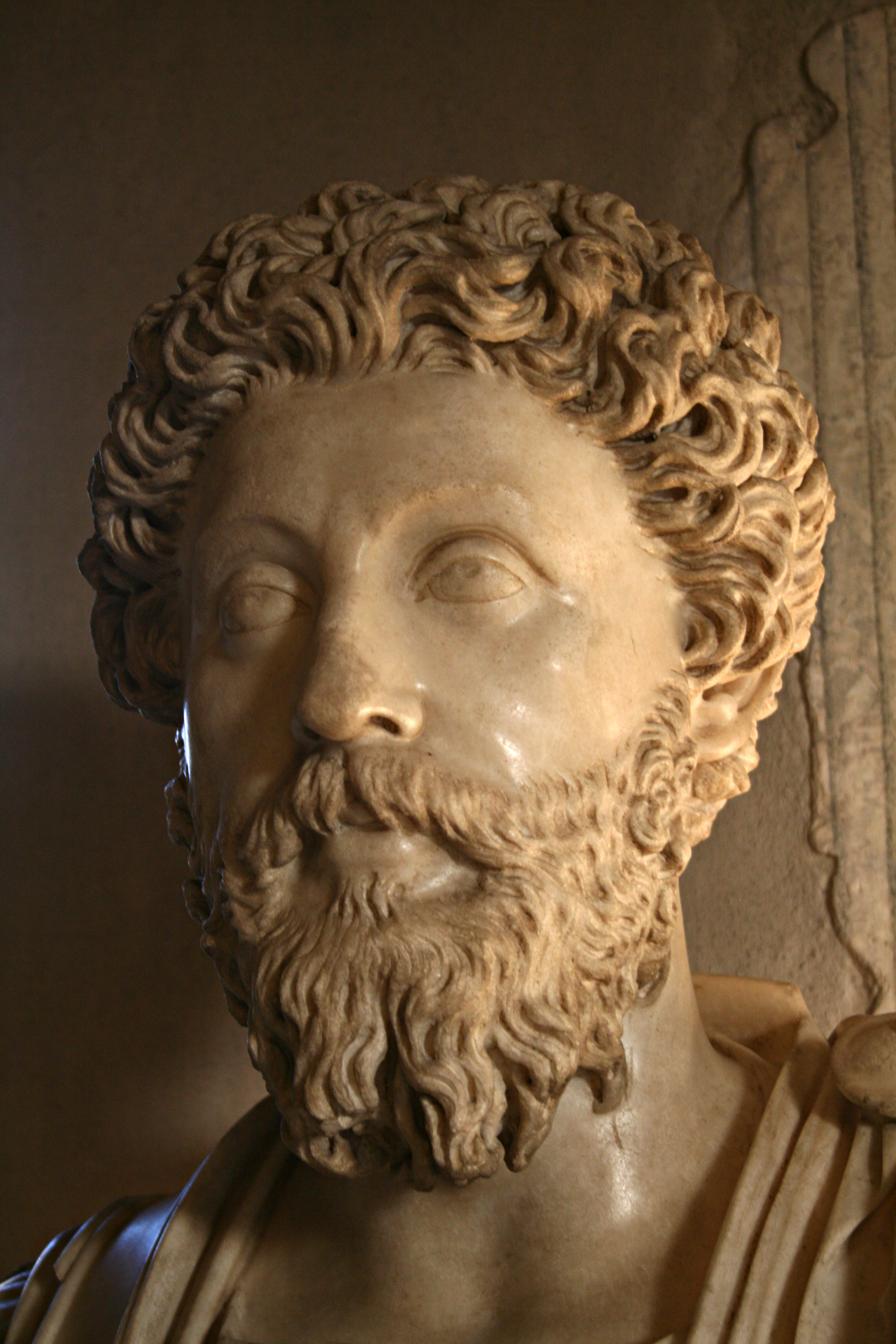
Marcus Aurelius Antoninus (121–180; Regierungszeit 161–180). Nach ihm ist die Antoninische Pest benannt.

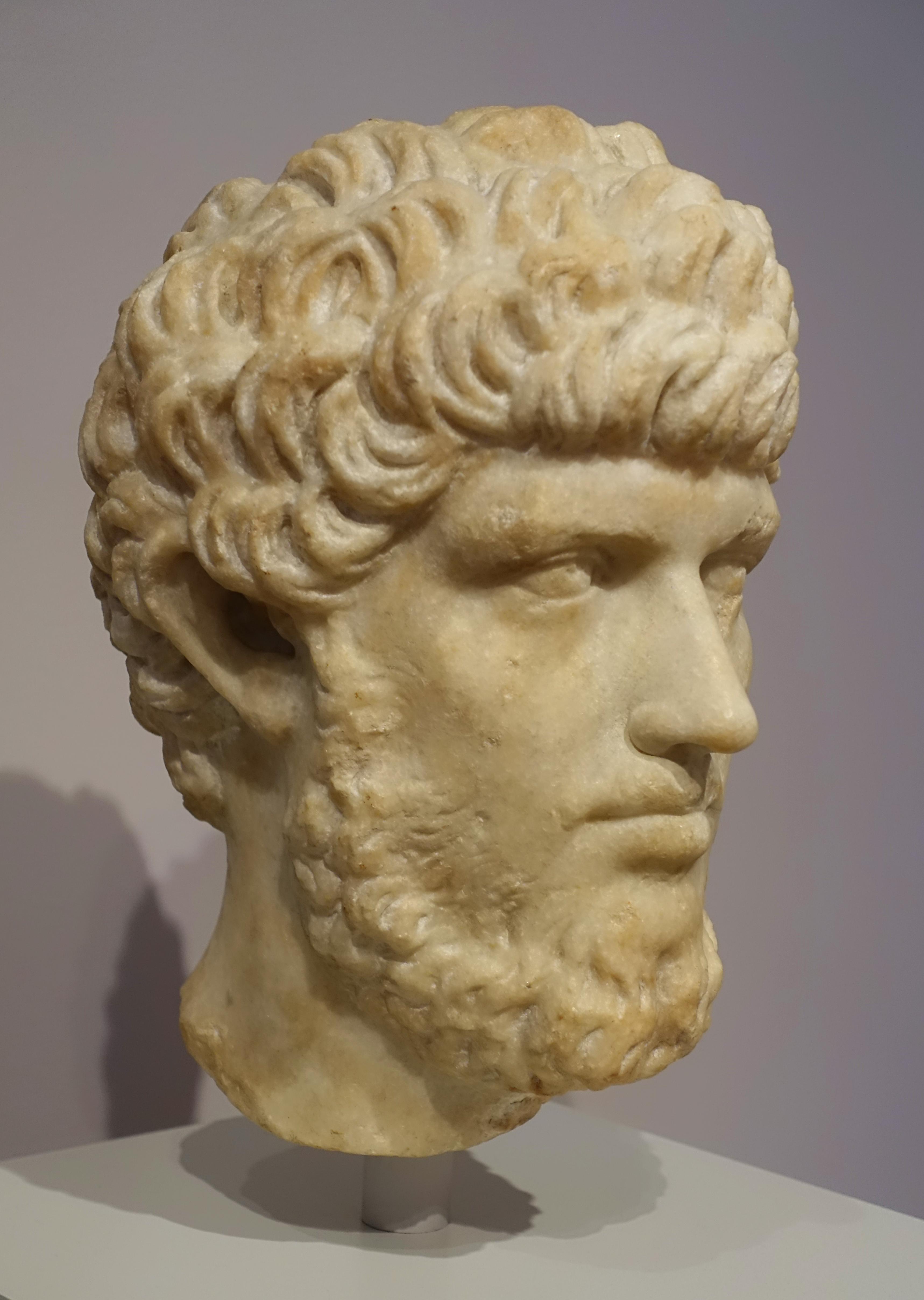
Lucius Aurelius Verus (130–169) war gemeinsam mit Mark Aurel von 161 bis zu seinem Tod römischer Kaiser.

Die Antoninische Pest (von lateinisch pestis, „Seuche“, und zu Marcus Aurelius Antoninus) war eine Pandemie, die in den Jahren von 165 bis 180 (eventuell bis 190) nahezu im gesamten Gebiet des Römischen Reichs herrschte. Sie ist nach dem Gentilnamen des römischen Kaisers Mark Aurel († 180) benannt, der eigentlich Marcus Aurelius Antoninus hieß.
Aufgrund der antiken Schilderungen der Symptome ist davon auszugehen, dass es sich bei der beschriebenen Infektionskrankheit um eine Variante der Pockenkrankheit, verursacht von einem besonders virulenten Stamm der Pockenviren (Orthopoxvirus variolae), handelte. Der zeitgenössische Arzt Galen beschreibt die Symptome der Seuche 168 in seinem Traktat Methodus medendi („Die therapeutische Methode“) als Fieber, Durchfall und Rachenentzündung sowie einen makulösen bis pustulösen Hautausschlag etwa ab dem neunten Krankheitstag. Diese Beschreibung lässt sich am ehesten mit der Pockeninfektionskrankheit vereinbaren. Diese Infektionskrankheit war damals im Orient seit langer Zeit endemisch.

## Ursachen, Hypothesen zum Ursprung der Antoninischen Pandemie

### Die Pocken-Hypothese
Babkin et al. (2012) konnten zeigen, dass die modernen Pockenvirus-Gattungen vor mehr als 200.000 Jahren von einem Ahnenvirus abwichen und dass ein Vorfahr der Gattung Orthopoxvirus vor 131.000 ± 45.000 Jahren auftauchte.
Nach Harper (2017) stammte das Vorläufervirus von der Nacktsohlen-Rennmaus, Gerbilliscus kempi, einem Nagetier der offenen Savannen, das in afrikanischen Habitaten zwischen der Sahara und den feuchtwarmen Tropen lebt, ab. Sie ist die einzige Vertreterin, die das Tatera-Pockenvirus (TATV) in sich trägt. Dieses Virus ist eng verwandt mit dem Orthopoxvirus cameli (Kamelpockenvirus, CMLV) und beide stehen evolutionär in sehr enger Beziehung zum Variola major-Virus (englisch Cross-species transmission CST). Harper sieht in den weitverzweigten Handelsrouten und -beziehungen der Kaiserzeit den Ursprung der Pandemie. Mit dem Aufstieg des Imperium Romanums wurde Ägypten Teil des römischen Reiches. Damit kam es zu verstärkten Kontakten zum nubischen Königreich von Kusch, mit dem sich bildenden Königreich von Aksum in Äthiopien sowie mit Clanherrschaftsgebieten entlang der arabischen Ostküste, über die auch die Seuche in das Römische Reich gelangt sei. Indizien für eine solche Kausalität böte für das Jahr 156 n. Chr. in Arabien bezeugte Epidemie, die laut Harper wahrscheinlich im Zusammenhang mit der späteren Antoninischen Pandemie stand.

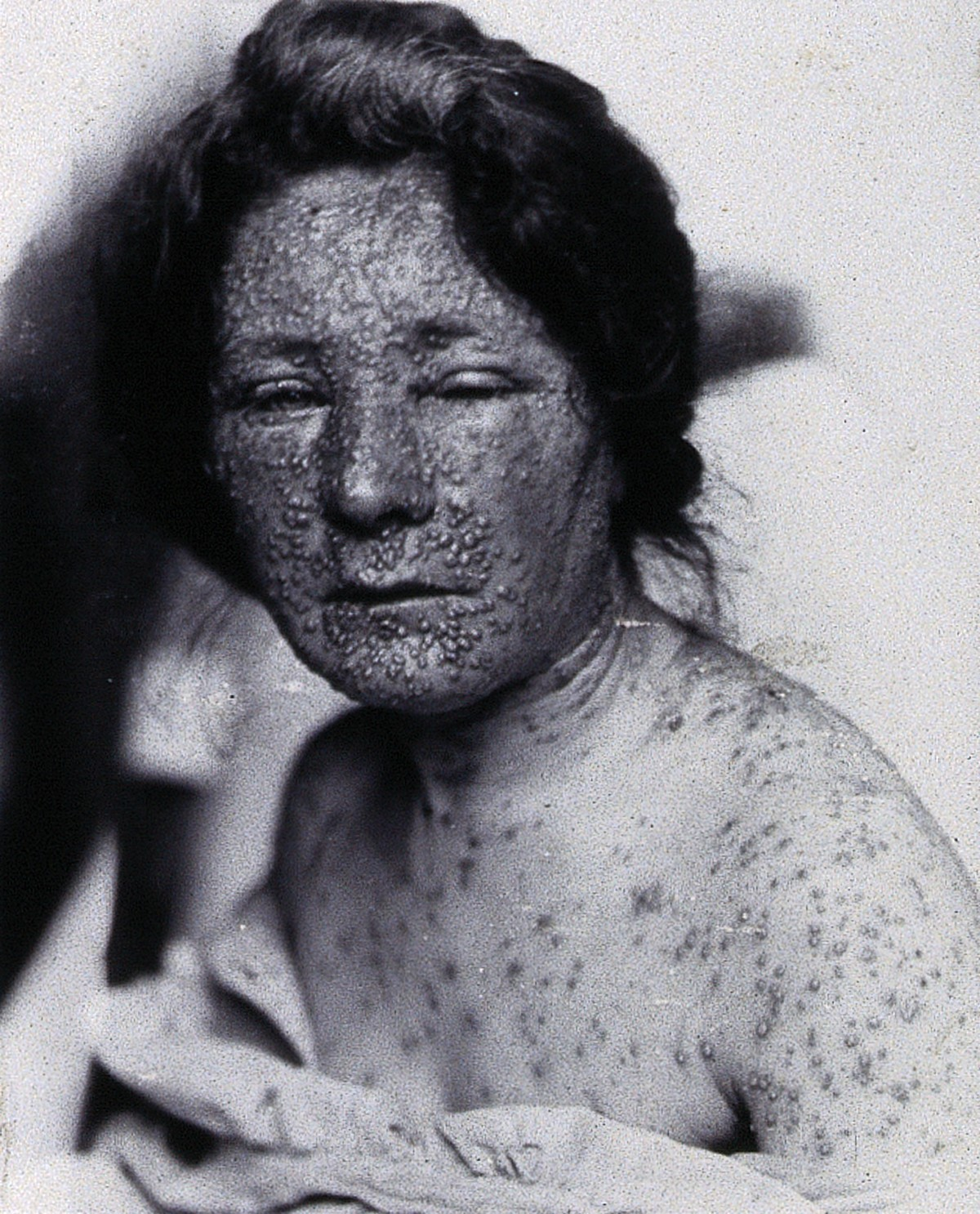
Exemplarische Darstellung einer Pockeninfektion: Eine junge Frau mit Papeln und Pusteln am Kopf, Gesicht und den Schultern. Friern Hospital, London 1890/1910.

Die Übertragung der Pockenviren beim Menschen erfolgt durch Tröpfchen-, Schmier- und Staubinfektion, dabei liegt die Inkubationszeit zwischen sieben bis elf Tage. Hierzu passen die antiken Berichte über die Seuche.
Galenos beschrieb diese so: „(…) Zu dieser Zeit brach am neunten Tag ein junger Mann am ganzen Körper an Geschwüren aus, genau wie fast alle anderen, die gerettet wurden. An diesem Tag gab es auch einen leichten Husten. Am nächsten Tag, unmittelbar nachdem er gebadet hatte, hustete er heftiger und brachte den Husten zur Sprache, den sie Schorf nennen (…)“
Eine Ausnahme bilden die hämorrhagischen Pocken, ihr Übertragungsmodus findet durch eine Ansteckung stets von Mensch zu Mensch statt, also in einem direkten Kontakt mit den Effloreszenzen, aber besonders in den Frühstadien der Pockenerkrankung wegen des Befalls der oralen, pharyngealen und nasalen Schleimhaut, manchmal auch der Lungenalveolen, und dann durch Atem-Aerosole. Nach einem Anfangsstadium von zwei bis vier Tagen mit hohem Fieber, Kopf-, Kreuz- und Gliederschmerzen, die allesamt typisch für eine virale Infektion sind, kommt es zu Entzündungsreaktionen der oberen Atemwege begleitet mit einem vorübergehenden Ausschlag. Meist nach einem kurzzeitigen Fieberabfall setzt das anschließende Eruptionsstadium ein, mit dem charakteristischen Auftreten von blassroten, juckenden Flecken, die sich zu Knötchen, Bläschen, Papeln und Pusteln entwickeln können. Sie breiten sich in der Regel vom Kopf her über den ganzen Körper aus und trocknen unter Borken- und Schorfbildung nach einigen Wochen ein. Ausgenommen sind die Achselhöhlen sowie die Innenseite der Oberschenkel. Besonders stark sind Gesicht, behaarter Kopf, Unterarme und Handflächen betroffen. Nach Abstoßung der (infektiösen) Krusten bleiben die typischen Pockennarben zurück. Der Betroffene ist erst nach Abheilung aller Effloreszenzen, also drei bis vier Wochen nach Krankheitsbeginn, nicht mehr ansteckend. Bei 65 bis 80 Prozent der Überlebenden verbleiben tiefe, kraterförmige Narben in der Haut.

### Die Masern-Hypothese
Teils wird auch erwogen, es habe sich um die Masern gehandelt. Es zeigte sich, dass das Masernvirus dann eine hohe Letalität aufwies, wenn es auf eine zuvor unberührte, nicht-immune Bevölkerung traf.
Untersuchungen legen aber nahe, dass im Jahr 164 n. Chr. der verantwortliche Masernvirusstamm nicht ausreichend entwickelt war, um eine solche Pandemie auszulösen. Darüber hinaus stimmen die Aufzeichnungen der Krankheitssymptome eher mit denen der Pocken überein.

## Geschichte

### Erstes Auftreten
Die Antoninische Pest wurde gemäß der antiken Überlieferung von heimkehrenden Legionären, die unter dem Kommando des Lucius Verus gegen die Parther unter Vologaeses IV. gekämpft hatten, aus Mesopotamien eingeschleppt. Der römische Historiker Ammianus Marcellinus bringt den Ausbruch der Epidemie mit der Eroberung und darauffolgenden Plünderung der Stadt Seleukeia-Ktesiphon in Verbindung, die einem Superverbreitungsereignis gleichkommt:

„Diese Stadt eroberten die Heerführer des Mit-Kaisers Verus [...] Wie man erzählt, steckten die Soldaten [...] die Stadt in Brand und durchsuchten das Heiligtum. Dabei fanden sie eine schmale Öffnung. Sie erweiterten sie in der Hoffnung, etwas Wertvolles zu finden, doch da strömte aus dem Allerheiligsten, [...], ein urtümliches Verderben hervor. Es nahm die Stärke unheilbarer Krankheiten an und besudelte zur Zeit des Verus und des Marcus Antoninus alles Land von den Grenzen der Perser bis zum Rhein und Gallien mit Ansteckung und Tod.“

Das erste Auftreten der Krankheit im Reichsgebiet ist 165 im nordmesopotamischen Nisibis bezeugt. Von dort breitete sie sich schnell im Reich aus, über dicht bevölkerte Städte wie Smyrna, Ephesos und Athen, um nur ein Jahr später in Rom aufzutreten. Durch die gute Logistik innerhalb des Römischen Reiches, die stark frequentierten Straßenverbindungen, aber auch über den Seeweg erreichte sie selbst so abgelegene Gebiete wie Britannien.
Besonders schwer muss sie in den iberischen Provinzen und auf der Italienischen Halbinsel gewütet haben. Paulus Orosius schreibt im 4. Jahrhundert, dass dort viele Ortschaften völlig entvölkert worden seien. In Rom selbst brach die Seuche 166 n. Chr. aus, kurz nachdem die siegreichen Legionen ihren Triumphzug abgehalten hatten. Der Historiker Cassius Dio berichtet von 2000 Toten täglich in Rom, jeder vierte Erkrankte sei verstorben. Von dort breitete sie sich rasch bis zur Donau und an den Rhein aus.
Umstritten ist die Hypothese, dass Lucius Verus († 169) und ebenso sein Mitregent Marcus Aurelius († 180) der Seuche zum Opfer gefallen seien.

### 24-jähriges Massensterben
Die Folge war ein Massensterben, das mit nur kurzen Unterbrechungen fast 24 Jahre anhalten sollte und zu einer großflächigen Entvölkerung im Römischen Reich führte. Ein Grabstein von Bad Endorf in Oberbayern, datiert auf das Jahr 182 n. Chr., wurde für eine ganze an der Seuche gestorbene Familie gesetzt und scheint dies zusätzlich zu bestätigen. Die hohe Mortalitätsrate wird auch durch Steuerlisten der Provinz Ägypten dokumentiert. Die damaligen Astrologen vermuteten die Ursache der Katastrophe in einer zuvor erfolgten Konjunktion der Planeten Mars und Saturn. Besonders verheerend wütete die Krankheit in den Winterquartieren des Heeres. Nach 170 schwächte sich die Seuche allmählich ab, flammte um 177 aber erneut wieder heftig auf. Die Krankheit blieb regional endemisch und führte immer wieder zu kleineren Ausbrüchen.
Um 180 raffte sie möglicherweise auch Mark Aurel an seinem Aufenthaltsort Vindobona dahin. Seine Freunde und Vertrauten, die an sein Sterbelager zitiert wurden, beeilten sich danach, angeblich aus Furcht, sich ebenfalls anzustecken, den Raum wieder zu verlassen. Auch sein Sohn und Nachfolger Commodus wurde nach einem kurzen Gespräch wieder hinausgeschickt. Im Jahr 189 erreichte die Epidemie ihren Höhepunkt und ebbte dann wieder relativ rasch ab.

### Zeitgenössische medizinische Betrachtungen
Der Arzt Galenos glaubte als Ursache der Seuche an eine Verpestung der Luft, worauf sich Kaiser Commodus in die Lorbeerhaine von Laurentium begab. Nach Cassius Dio wurden in Rom mehrere Personen hingerichtet, weil sie unzählige Menschen mit vergifteten Nadeln angesteckt haben sollen. Galenos berichtet in zahlreichen Passagen seiner Schriften von dieser Seuche. Im Unterschied zu anderen bezeichnet er sie allerdings als longa, diuturna oder auch magna. Im 9. Buch seines Werkes Über die richtigen Mischungen und Eigenschaften der einfachen Medikamente setzt er sie in Beziehung zur „attischen Seuche“ des Thukydides:

«… ἐν δε τῷ μεγάλῳ τούτῳ λοιμῷ παραπλησίῳ τὴν ιδέαν ὄντι τῷ κατὰ Θουκυδίδην γενομένῳ …»

„… bei dieser großen Seuche, die dem Erscheinungsbild nach ganz ähnlich war wie die, die laut Thukydides ausbrach …“

Auch Littre und Hecker nehmen an, dass es sich bei der attischen Seuche um die gleiche Krankheit wie die Antoninische Pest gehandelt haben dürfte.
Von Galenos stammt auch die Ansicht, dass die Pocken aus einem schon angeborenen „Blatternstoff“ herkommen, der erst durch Ausbruch der Krankheit aus dem Körper entfernt werden könne. Seiner Ansicht nach konnten nur diejenigen geheilt werden, bei denen der Pustelausbruch sehr zahlreich auftritt, während diejenigen, bei denen er bald wieder zurückgeht, sterben mussten. Dies führte zu falschen Behandlungsmethoden wie z. B. die Blattern durch Reizung der Haut oder scharfe Kataplasmen zum Entstehen zu bringen. Die Bezeichnung „Pest“ oder „Loimos“ hatte für Galenos im Übrigen nur eine quantitative Bedeutung und galt für alle Krankheitssymptome, an denen viele Menschen in kurzer Zeit starben. Galenos leitet den Ausbruch der Krankheit von einer fehlerhaften Beschaffenheit der Körpersäfte ab und beschreibt dies auch im 4. Kapitel seiner Schrift De atra bile:

„Es erscheinen bei allen Bläschen schwarze Ausschläge über den ganzen Körper, meistens von schwäriger Beschaffenheit. Dies war offensichtlich ein Überbleibsel des durch Fieber in Fäulnis geratenen Blutes, welches die Natur wie eine Art Asche zur Haut trieb. Bei Menschen, bei denen die Ausschläge schwärig wurden, fiel das Oberste ab, was man einen Schorf nennt, und hernach war bereits das Übrige der Genesung nahe und verheilte nach einigen Tagen.“

### Spätere Wellen
Von einem weiteren Ausbruch der Epidemie wird um 190, also zur Regierungszeit von Commodus, berichtet. Ob es sich dabei um eine Rückkehr der Antoninischen Pest handelte, ist nicht sicher.
Mitte des 3. Jahrhunderts kam es wiederum zu einer großen Pandemie, der Cyprianischen Pest. Auch hier ist umstritten, ob es sich um eine erneute Rückkehr derselben Krankheit handelte oder um einen völlig neuen Erreger. Um das Jahr 292 brach abermals eine Reihe nicht enden wollender Pockenepidemien aus. Eusebius von Caesarea (260–340) erwähnt in seiner Kirchengeschichte eine Seuche, die unter Diokletian im Jahre 302 ausbrach und wodurch tausende Menschen erblindeten.

„Obschon die winterlichen Regengüsse den gehörigen Ertrag der Felder zu Wege gebracht hatten, so entstand doch unvermutet eine Hungersnot und Seuche samt dem Mißgeschick einer anderen Krankheit. Es war ein schwärender Hautausschlag, der wegen seines brennenden Charakters den Beinamen ‚Anthrax‘ erhielt u.d. Befallenen in große Gefahr brachte, indem er sich nicht nur über die ganze Oberfläche des Körpers ausbreitete, sondern auch häufig die Augen ergriff und so unzählige Männer, Frauen und Kinder des Augenlichtes beraubte.“

Auch Diokletian, der 305 abdankte und sich auf seinen Alterssitz in Salona zurückzog, scheint ihr 313 zum Opfer gefallen zu sein. Bischof Cedrenus von Caesarea schildert den Krankheitsverlauf des Kaisers folgendermaßen:

„Er wurde von heftigen Schmerzen in allen Teilen seines Körpers ergriffen; große Hitze verzehrte sein Inneres, und sein Fleisch schmolz wie Wachs. Im Verlaufe der Krankheit wurde er langsam vollkommen blind; die Zunge und das Innere des Halses gingen in Fäulnis über, sodass der noch lebende Körper schon den Geruch einer Leiche ausstieß.“

Allerdings war der Bischof wegen der vorangegangenen Christenverfolgung nicht gut auf Diokletian zu sprechen, und auch der Tod des Mitkaisers Galerius wurde von Christen in dunkelsten Farben gezeichnet.
Der spätantike Geschichtsschreiber Ammianus Marcellinus (um 390 n. Chr.) erzählt, dass unter dem Kommando des Lucius Verus gegen die Parther, die Stadt Seleukia-Ktesiphon am Tigris durch die Römer erobert und geplündert worden sei, wobei auch der Apollon-Tempel nicht verschont worden sein soll. Bald nach diesen Exzessen sei unter den Legionären eine exanthematische Krankheit ausgebrochen, die fast immer tödlich verlief, und Marcellinus behauptet, dies sei erfolgt, nachdem Plünderer ein im Tempel befindliches geweihtes Gefäß zerbrachen, aus dem ein darin eingeschlossener Gifthauch (Dämpfe aus Naphtha-Quellen in Babylon) entwich. Diese Mär war vielleicht später von chaldäischen Tempelpriestern verbreitet worden, um die Seuche als göttliche Strafe erscheinen zu lassen.

## Folgen

### Folgen für die Kriegsführung im Osten und an der Donaugrenze
Unmittelbar führte der Ausbruch der „Pest“ 165 dazu, dass der Sieg gegen die Parther nicht in eine dauerhafte Befriedung der Ostgrenzen umgemünzt werden konnte. Einige Historiker sehen in ihm den eigentlichen Grund für den römischen Rückzug aus Mesopotamien, wobei allerdings auch die schwierige Versorgungslage im ausgeplünderten Seleukia und die langen Nachschubwege eine Rolle gespielt haben mögen.
Dass die Pest besonders unter den Soldaten wütete, scheint eine Münze aus dem Jahr 166 n. Chr. mit dem Bildnis der Minerva Medica anzudeuten. Der Historiker Ammianus schreibt dazu: „… von der Grenze Persiens bis an den Rhein und Gallien war alles mit Leichen erfüllt.“
In den 160er Jahren erschwerte die Antoninische Pest aus römischer Sicht massiv die Abwehr der germanischen Stämme der Markomannen und Quaden an der Donaugrenze. Während der Markomannenkriege war sie die Ursache für die – zeitweise – dramatische Verschlechterung der militärischen Lage auf römischer Seite. Als die Germanen die Donau überschritten und ins Reich einfielen, konnten ihnen die durch die Seuche geschwächten und dezimierten Legionen nicht standhalten. Mark Aurel sah sich schließlich gezwungen, ab 167 die Legionen an der Donau persönlich zu führen. Im Winter 168/169 waren die Verluste bei den Truppen durch die Seuche so hoch (in einigen Einheiten fiel ein Drittel der Mannschaften aus), dass für deren Ersatz eine Aushebung Unfreier (volones) vorgenommen wurde und eine Offensive verschoben werden musste. Allerdings überschritt die „Pest“ auch die Reichsgrenzen in Richtung Norden und forderte wohl auch bei den dortigen Stämmen zahlreiche Opfer. Hier sind die Verluste und ihre strategischen Konsequenzen jedoch nicht annähernd so gut dokumentiert, wie das auf römischer Seite der Fall ist.

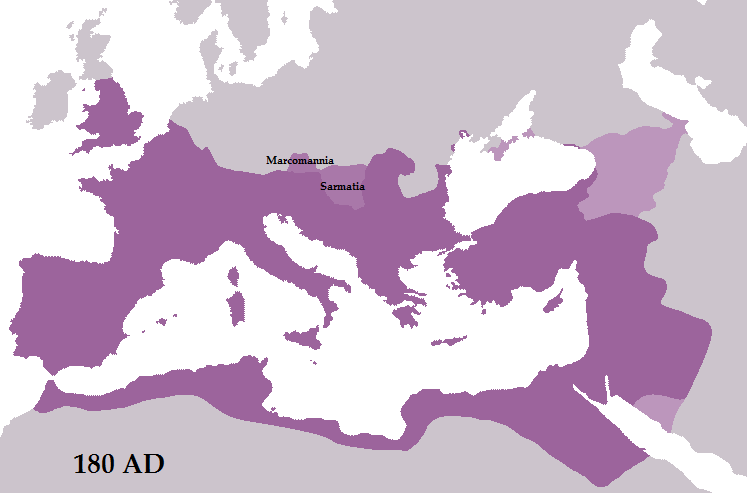
Territoriale Situation des Imperium Romanum 180 zum Ende der antoninischen Pandemie und der aurelianischen Regentschaft.

### Langfristige Folgen
Unter modernen Historikern ist sehr strittig, ob und inwieweit in der Antoninischen Pest tatsächlich ein wesentlicher Faktor für die politische Destabilisierung und den allmählichen Verlust der Reichseinheit gesehen werden kann, die schließlich zur Reichskrise des 3. Jahrhunderts führten. Die unmittelbaren Folgen der Epidemie für die wirtschaftliche und soziale Situation des Römischen Reiches wogen sicherlich schwer. Zeitweilig brach die öffentliche Ordnung wohl völlig zusammen. In Ägypten wird von Massenfluchten berichtet. Insgesamt war die Herrschaftszeit von Mark Aurel aber auch durch mehrere Missernten, Steuererhöhungen und die ständige Kriegssituation gekennzeichnet, so dass die Bedeutung der Epidemie auf lange Zeit relativiert wird.
Nach den höchsten Schätzungen kamen im gesamten Zeitraum ungefähr sieben bis zehn Millionen Menschen durch die Pandemie ums Leben; dies wären mehr als fünf Prozent der Bevölkerung. In einigen urbanen Zentren ist mutmaßlich jeder Zehnte umgekommen.

## Antike Quellen
Bei der Antoninischen Pest handelt es sich um eine der am besten dokumentierten Epidemien der Antike. Nicht alle Quellen besitzen jedoch dieselbe Qualität. Die Historia Augusta und Ammianus Marcellinus berichten vom Aufkommen der Seuche und ihrem Wüten innerhalb der römischen Truppen. Wie Galenos schildert auch Aelius Aristides das Erscheinungsbild der Krankheit. Durch Herodian, Orosius und Cassius Dio ist die Rückkehr der Epidemie in den späten 180er Jahren überliefert. Zumindest die Zuverlässigkeit der Angaben des Orosius und des Ammianus Marcellinus, die aus großem zeitlichen Abstand schrieben, sowie der Historia Augusta, die generell als umstritten gilt, ist zweifelhaft.
Quellenverzeichnis
- Galenus: Methodus medendi vel de morbis curandis libri XIV. Übersetzung ins Lateinische von Thomas Linacre. Paris 1519.
- Cassius Dio: Römische Geschichte. Übersetzt von O. Veh. 5 Bände, München/Zürich 1985–1987.
- Ernst Hohl (Übers.): Historia Augusta. Römische Herrschergestalten. Band 1, Artemis, Zürich/München 1976, ISBN 3-7608-3568-6.